# Phalanger matanim
El Cuscus de Telefonim (Phalanger matanim) es un possum que se encuentra en Papúa Nueva Guinea.
Su nombre se refiere al nombre de la tribu Telefol. Fue descubierto por el zoólogo australiano Tim Flannery.
Vive en los bosques de robles, en la cuenca del el río Nong, en el interior de Nueva Guinea, a altitudes entre 1500 y 2000 m.
Después de las sequías e incendios forestales de 1997 estos bosques fueron extintos, lo que significa el peligro que vive la especie.